# Народний фронт (Іспанія)

Прапор Народного фронту

Народний фронт (ісп. Frente Popular) — політичний союз, утворений лівими та ліберальними партіями перед виборами 1936 року за часів Другої Іспанської республіки.

## Історія
Народний фронт було створено 15 січня 1936 року, після того, як президент Алькалья Самора Нісето розпустив Кортеси та на 16 лютого того року призначив нові парламентські вибори. Союз об'єднував поміркованих республіканців, соціалістів, комуністів і лівих комуністів. Народний фронт підтримали навіть анархісти.
Члени Народного фронту визначили головним завданням захист національних інтересів республіки від реакційних сил та відстоювали проведення низки заходів, що мали зміцнити основи республіканського строю. Блок виступав за прогресивне оподаткування та скасування рішень, ухвалених урядами 1933—1935 років. У той же час під тиском лібералів Народний фронт відмовився від націоналізації великих земельних володінь і запровадження державного страхування від безробіття.
На виборах 16 лютого 1936 року Народний фронт зумів обійти з мінімальною перевагою в 150 000 голосів коаліцію правих сил «Національний фронт». В результаті Народний фронт отримав у кортесах 263 місця з 473. Нова парламентська більшість створила спеціальний комітет з перевірки скарг на порушення в результаті голосування, але той комітет працював лише в округах, де перемогу здобули праві депутати або депутати партій Центру.
Новий уряд під керівництвом Мануеля Асаньї, а після його обрання президентом, Сантьяго Касареса Кіроги, складався лише з представників обох республіканських партій, однак спирався на підтримку всіх учасників Народного фронту. Таке становище створювало для нього широку базу, однак і обмежувало можливості втручання у разі протизаконних дій деяких воєнізованих підрозділів союзних партій. У той час в Іспанії економічна криза до крайнощів загострила й без того різку політичну та соціальну конфронтацію в країні, що завершилась у липні 1936 року військовим путчем, що переріс у громадянську війну.
На початку 1939 року в лавах Народного фронту стався остаточний розкол, що ознаменував і поразку республіки.